# Sminthurides armatus
Sminthurides armatus är en urinsektsart som beskrevs av Bretfeld 2000. Sminthurides armatus ingår i släktet Sminthurides, och familjen Sminthurididae. Arten är reproducerande i Sverige.